# 勝川春橋
勝川 春橋（かつかわ しゅんきょう、生年不明 - 文化6年11月22日〈1809年12月28日〉）とは、江戸時代の浮世絵師。

## 来歴
勝川春章門人の勝川春喬と同一人ともいわれ、そこから菱川柳谷と同一人とされることもあるが明らかではない。ただし台東区蔵前の西福寺に伝わる過去帳には、春橋は春章の孫で文化6年11月22日に没したことが記されている。俗名や享年については不明である。享和元年（1801年）またはその翌年に製作されたと見られる摺物「六歌仙図」において、勝川春英および春英門下の絵師たちと合作している事や作画期から、『秘蔵浮世絵大観』10は春橋も春英の門人であった可能性が高いとしている。ほかには享和2年正月刊行の黄表紙『金亀山宝案内子』に「春橋画」の署名がある。墓所は松平西福寺、法名は雪栄信士。